# Gillsville
Gillsville é uma cidade localizada no estado americano de Geórgia, no Condado de Banks e Condado de Hall.

## Demografia
Segundo o censo americano de 2000, a sua população era de 195 habitantes.
Em 2006, foi estimada uma população de 208, um aumento de 13 (6.7%).

## Geografia
De acordo com o United States Census Bureau tem uma área de
2,9 km², dos quais 2,9 km² cobertos por terra e 0,0 km² cobertos por água. Gillsville localiza-se a aproximadamente 313 m acima do nível do mar.

## Localidades na vizinhança
O diagrama seguinte representa as localidades num raio de 20 km ao redor de Gillsville.